# خاویر سوتومایور
خاویر سوتورمایور سانابریا (به اسپانیایی: Javier Sotomayor Sanabria)‏ (۱۳ اکتبر ۱۹۶۷ در کوبا) ورزشکار بازنشستهٔ کوبایی رشتهٔ پرش ارتفاع است.

## زندگی ورزشی
سوتومایور رکورددار کنونی رشته پرش ارتفاع با پرشی به میزان ۲٫۴۵ متر در سال ۱۹۹۳ است. وی مدال طلای المپیک ۱۹۹۲ بارسلون، مدال نقره المپیک ۲۰۰۰ سیدنی، دو مدال طلای قهرمانی دو و میدانی جهان و چهار مدال طلای قهرمانی دو و میدانی داخل سالن جهان و سه قهرمانی پیاپی در بازی‌های پان‌امریکن را در کارنامه دارد. ضمن اینکه تحریم المپیک‌های ۱۹۸۴ و ۱۹۸۸ توسط کوبایی‌ها و مصدومیت سال ۱۹۹۶ سوتومایور باعث شد تا از دریافت مدال‌های بیشتر در المپیک محروم شود.
سوتومایور برترین ورزشکار پرش ارتفاع تاریخ محسوب می‌شود و از سال ۱۹۸۸ به‌طور پیوسته رکورد جهانی این رشته در اختیار او بوده‌است. ۱۷ مورد از ۲۵ پرش ارتفاع برتر تاریخ (تا سال ۲۰۱۴) توسط سوتومایور انجام شده‌است. در مجموع فقط ۱۲ نفر توانسته‌اند از ارتفاع ۲٫۴۰ یا بالاتر بگذرند و از میان آن‌ها فقط سه نفر بیش از یک بار این کار را انجام داده‌اند. کارلو ترانهارت آلمانی دو بار و پاتریک سیوبرگ سوئدی چهار بار. در حالی‌که سوتومایور ۲۴ بار این کار را در ۲۱ رقابت مختلف در طول هشت سال (از ۱۹۸۸ تا ۱۹۹۵) انجام داده است.